# Kongregate
Kongregate és una xarxa social de videojocs de navegador, descrit per als seus fundadors com al YouTube dels jocs en flash. El lloc web permet als visitants jugar a jocs creats i publicats per a membres de la comunitat, de la mateixa manera que YouTube permet veure vídeos publicats per als seus membres. El lloc web es basa en el Plug-in web, Flash d'Adobe per als jocs i l'entorn de treball per a aplicacions web Ruby on Rails per als fòrums, xats integrats, etc.

## Característiques

### Jocs
Un usuari registrat pot publicar jocs en Flash o Adobe Director que hagi creat (sempre que segueixi els termes de servei). Sempre que la puntuació del joc no sigui menor de 3 estrelles (en un total de 5) es mostrarà a l'explorador de jocs. Els que tinguin 2 estrelles o menys, no, però es mostraran al perfil del creador, o a la llista de cerca.
Els desenvolupadors poden guanyar diners amb els seus jocs: Kongregate ofereix un tant per cent (que varia segons diversos factors) del que guanyi amb el joc. Quan s'arriba a un límit (25$), els diners són transferits per PayPal o per xec. Després de publicar un joc aquest s'uneix a un concurs setmanal i a un altre de mensual, on els 5 jocs amb més vots de la setmana, o del mes, guanya diners (de 250$ a 1500$).

#### Factors que varien el tant per cent
Per defecte, tots els desenvolupadors reben un 25% dels ingressos publicitaris que generen els seus jocs. Això inclou tots els anuncis en el joc i en la pàgina on s'allotja el joc, a més de tots els que es puguin afegir en un futur. Aquells jocs que integren les API de Kongregate sumen un 10% addicional, i aquells que són exclusius de la pàgina un 15% més. Llavors, és possible que un joc generi un 25, 35, 40 o 50% dels seus ingressos publicitaris. S'ha de destacar també que els jocs patrocinats (espònsors) per Kongregate rebran el 50% encara que estiguin publicats en altres pàgines.

### Interfície
Cada joc compta amb una finestra de xat universal amb múltiples sales, per permetre als usuaris xatejar amb altres des de qualsevol joc dins la pàgina. Els jocs multijugador, a més de les sales de xat universals, compten amb unes específiques del joc online, per parlar només amb gent que juguen al joc. La finestra de xat, a més, conté altres pestanyes, una amb informació del joc i una altra amb els desafiaments (challenges) del joc en qüestió. A més a més, quan aconsegueixes un d'aquests desafiaments, o quan envies una puntuació al servidor de Kongregate, se t'envia una notificació pel xat.
Al xat, també hi ha una secció on es pot veure els jugadors connectats a la sala. Si hi passes el cursor per sobre, pots veure el joc que estan jugant. Si hi cliques, pots veure el seu perfil. A més, al costat del seu nom d'usuari pots veure una icona que t'avisen sobre l'estat de l'usuari. Una "M" significa que és moderador, i per tant, pot efectuar accions extra com bannejar usuaris. Una "C" significa que és un Curator, és a dir, que s'encarrega de la secció de Collabs. Els propietaris de la sala, tenen una "R" al costat del seu nom, ja que cada sala de xat té un propietari que és el que s'encarrega, principalment, d'ella. La "K", és el símbol de les màximes autoritats del Kongregate, és a dir, que formen part de l'Staff. Finalment, una "D" significa developer. És a dir, qualsevol persona que hagi publicat un joc a la web.

### Perfils
Els perfils de Kongregate són similars a perfils d'altres xarxes socials en moltes maneres. Aquest, mostra la ubicació de l'usuari, l'edat i el gènere, a menys que l'usuari opti per amagar les dades prement una opció. Els perfils, també mostren el lloc web de l'usuari, una petita secció de "sobre mi" que mostra un escrit de l'usuari, i els jocs que ha marcat com a "preferits", tots els jocs que hagi creat, l'art i la música que aquest hagi publicat, i les badges, cartes i tickets que aquest hagi guanyat.
A més, conté una llista d'amics, dividida en dos categories: Amics i fans. Quan l'usuari agrega a un altre com a amic, el que ha agregat apareix a la llista d'amics com a "Amic". En el perfil de l'usuari agregat, apareixerà com a fan. També, a sota de tot de la pàgina de perfil, hi ha els comentaris que la gent hi ha deixat, classificats en dos categories: shouts, que són els comentaris que poden veure tothom; i whispers, que són comentaris que només poden veure el propietari del perfil i qui ha deixat el comentari. Finalment, també es mostra una llista de comentaris que l'usuari ha deixat en jocs.

### Recompenses
Kongregate conté un sistema de punts, que són premis guanyats per a fer diferents accions a la pàgina. Hi ha moltes maneres de guanyar punts al Kongregate, com per exemple votant jocs (un punt per vot), avisar a amics perquè també es registrin a la pàgina, o completant achievements o desafiaments. Guanyant punts, es puja el nivell de l'usuari. En aquest moment, els punts només serveixen per a pujar el nivell de l'usuari, tot i que en un futur, podrien aportar més beneficis.
Com a part del sistema de punts del Kongregate, hi ha un sistema de badges. Els usuaris registrats tenen l'oportunitat de guanyar badges complint determinats objectius dins un joc, per exemple matant un determinat nombre d'enemics en certs jocs. Per cada badge, l'usuari guanya una puntuació depenen de la dificultat d'aquesta. Les badges "easy", donen 5 punts. Les "medium", 15. Les "hard" 30 i les "impossible" 60. Greg McClanahan, el "manager" de la comunitat del lloc, és l'encarregat d'afegir les badges al joc. Perquè la pàgina sàpiga que ha guanyat certs objectius, el joc envia informacions mitjançant una API. La gent també pot guanyar punts publicant jocs, i extres depenent de la valoració d'aquests.
A més, Kongregate sovint ofereix concursos de complir determinats objectius en determinats jocs (que només duren uns quants dies i després s'eliminen), recompensant amb premis com videojocs, videoconsoles i pel·lícules. Tot i que aquests desafiaments són una mica "aleatoris", els jugadors assenyalen que la seva dificultat és la d'un badge "medium". Quan compleixes tots els objectius del joc, guanyes un ticket, que et permet automàticament entrar al sorteig del premi.
A més a més, Kongregate ofereix cartes (que, igual que els concursos, la possibilitat d'aconseguir-les només està en un temps determinat, que sol durar una setmana) setmanalment, que són usades al joc Kongai. Les cartes van ser originalment dissenyades per UDON Entertainment, però ara s'hi ha afegit Massive Black.
Un nou tipus de recompensa, anomenat quest (missió), va ser afegida fa poc (Novembre del 2009), i enllaça diverses badges en una sola col·lecció. Quan l'usuari aconsegueix totes les badges de la col·lecció, rep una medalla i 30 punts, i aquesta és mostrada al seu perfil.

### Collabs
Collabs és una característica que permet als usuaris publicar art i música que ells mateixos han creat per compartir amb la comunitat de Kongregate. La secció de "so" de les collabs funciona de manera similar a la de "media" de Newgrounds. Les collabs han estat dissenyades amb l'objectiu de permetre als usuaris compartir les seves creacions, també com connectant desenvolupadors de jocs amb artistes i músics per col·laborar juntament en el desenvolupament d'un joc. A més, els usuaris poden votar en les dues seccions (art i so) de les Collabs. Votant art i música, de la mateixa manera que votant jocs, et proporciona un punt.

### Kreds i Tip Jar
Kreds són les monedes virtuals que es poden usar per a extres a Kongregate i en els jocs. Quan has comprat kreds (5$ per 50 Kreds), l'usuari pot comprar objectes virtuals en un joc, o fer una donació al desenvolupador del joc via "Tip Jar". Els jocs de Kongregate sempre seran gratuïts per a jugar, però els Kreds donen l'opció d'accedir a uns bonus (com un pack de nivells extra) que no estan disponibles de manera gratuïta.

### Events
Kongregate té, ocasionalment, esdeveniments "sponsor". Aquests, consten de publicitat molt interactiva. Com per exemple, per a patrocinar el joc Dragon Age: Origins, van crear les quest, i n'hi van afegir una basada en el Dragon Age.

## Joc exclusiu

### Kongai
Kongai, dissenyat per David Sirlin, va ser el primer "premium multiplayer game" llançat per Kongregate. Els membres de Kongregate poden guanyar cartes col·leccionables per a usar en aquest joc basat en torns. El joc va estar disponible per una beta limitada a principis de 2007. Va ser llançat al públic el 10 de juliol de 2008.
Kongai és un joc de cartes col·leccionables multijugador, que conté 46 cartes diferents que són aconseguibles mitjançant "challenges" de Kongregate o per compra. Un nou "challenge" és llançat cada setmana. Quan els usuaris de Kongregate entren per primera vegada al joc, tenen l'oportunitat d'escollir tres d'unes quantes cartes; aquestes són anomenades STARTER i són idèntiques a les normals, amb la diferència que tenen la paraula "STARTER" en elles i els colors són més foscos i menys saturats.

#### Sistema de joc
En el Kongai, dos jugadors lluiten amb un repertori de cartes pre-seleccionat. Cada repertori consisteix amb un nombre de cartes de personatge (tres o cinc, depenen del mode de joc). Cada personatge pot ésser equipat amb una carta d'"Objecte", que li dona un benefici passiu al personatge (o un efecte negatiu a l'enemic). Les cartes estan disponibles en tot moment, però només un personatge pot ésser e l'escenari al mateix temps.
Hi ha tres modes de joc al Kongai: Pràtica, Quickmatch (partida ràpida) i Ranked Match.
El mode pràtica permet als jugadors de desafiar a la Intel·ligència artificial del Kongai amb un repertori de 3 cartes. Desafiant a la intel·ligència artificial no dona cap recompensa als jugadors (excepte un badge), però et permet de planejar estratègies.
Els usuaris registrats poden jugar amb 3 o 5 cartes al "Quickmatch" contra un altre usuari registat, on les partides guanyades i perdudes són emmagatzemades. Després de guanyar contra un cert nombre de jugadors, un jugador pujarà el seu nivell. El nivell no dona més benefici en el joc que un badge.
Un també pot desafiar a altres jugadors a un "Ranked Match". Les partides guanyades i perdudes seran emmagatzemades al jugador, però en comptes d'afectar al nivell, afecten al "rank" del jugador per comparar-los amb altres jugadors. Guanyar una Quickmatch o Rankmatch pot tenir recompensa, guanyant una carta aleatòria.
Kongai fa servir un model de moviment simultani basat en torns. Cada torn està dividit en dos fases, la fase "Range" i la "Action". Durant la "Range", els jugadors poden moure els personatges per canviar el "range" d'aquests. El range és sempre "a prop" o "lluny", i alguns atacs necessiten un "range específic". Canviar de range és una part essencial del joc, però consumeix energia. Durant la fase d'"Acció", els jugadors tenen quatre opcions: atacar, canviar el personatge actiu per un altre del repertori, "interceptar" l'altre personatge perquè si canvia, no ho pugui fer (tot i que si no canvia, l'acció no serveix per a res) o descansar per recuperar energia, així podrar efectuar més atacs i més poderosos. Un jugador guanya quan ha vençut tots els personatges de l'oponent.